# Алуминијум кисеоник-нитрид
Алуминијум кисеоник-нитрид или АЛОН - је керамика која се састоји од алуминијума, кисеоника и азота. Она се продаје под именом АЛОН од стране Сурмет корпорације. АЛОН је оптички транспарентан (≥80%) у краткоталасној ултраљубичастој, видљивој и средњој инфрацрвеној зрачењу електромагнетног спектра. Четири пута је тврђи од кварцног стакла, 85% чврст као сафир, и на скоро 15% тврђи од магнезијум алуминат. Пошто има кубну структуру спинела, може бити произведен као провидно стакло, плоче, куполе, шипке, цијеви и други облици помоћу класичне обраде керамичког праха. АЛОН је најтврђа провидна поликристална керамика тренутно комерцијално доступна. Спој оптичких и механичких особина чини овај материјал веома важним кандидатом за све примјене гдје је потребан лак оклоп високих перформанси, као што су прозори отпорни на метке и екпслозив као и  за стакла на војној оптици. Оклоп базиран на АЛОН-у  је на тестовима показао да може да заустави више пројектила до калибра 50. Комерцијално је доступан у величинама до 46x89 центиметара.

## Особине
Механичке
- Еластични модул 334 GPa
- Модул смицања 135 GPA
- Пуасонов коефицијент 0.24
- Тврдоћа по кнупу 1800 kg/mm² (0.2 kg оптерећење)
- Жилавост 2.0 MPa·m1/2
- Отпорност на савијање 0.38–0.7 GPa
- Јачина притиска 2.68 GPa

Топлотне и оптички
- Специфична топлота 0.781 Ј/(g·°C)
- Топлотна проводљивост 12.3 W/(m·°C)
- Коефицијент топлотног ширења ~4.7×10-6/°C
- Опсег транспарентност 200-5000 nm

АЛОН такође изгледа је отпран на зрачења и отпоран на  оштећења од разних киселина, база и воде.

## Примјена
Поред тога што се користи као провидни оклоп, АЛОН се користи и као инфрацрвени-оптички прозор. Као такав, он се може користити као сензор компонента, специфично за ИЦ куполе, прозоре за ласерску комуникацију, као и у неким полупроводничким системима.

### Непробојна стакла
Као материјал за провидни оклоп, АЛОН пружа непробојни  производ са много мање тежине и дебљине од традиционалног непробојна стакла. Већ су га назвали транспарентани алуминијум по фиктивном материјалу из Звезданих стаза. АЛОН оклоп дебео 4,07 cm је у стању да заустави .50 Бровинг пројектиле намјењене за пробијање оклопа, који може да пробије класично непробојно стакло од 9,40 cm.

## Производња
АЛОН може да се произведене као прозор, плоча, купола, шипка, цијев или неки други облик помоћу уобичајених керамичких метода које користе прах. Његов састав може незнатно да се разликује: садржај алуминијума од око 30% до 36%, што ће утицати на модуле расипања и смицања за  само 1 до 2%. Након што се производ формира он мора бити подвргнут термичкој обради при високим температурама, затим слиједи брушење и полирање док се не стекне провидност. Може да издржи температуру око 2100 °C у инертној атмосфери. Брушење и полирање значајно побољшава отпорност на ударе и друге механичке особине оклопа.

## Патенти
- Процес добијања поликристалног кубног алуминијум кисеоник-нитрида ЈВ Меколи U.S. Patent 4.241.000, 1980
- Алуминијума кисеоник-нитрид, побољшане оптичке карактеристике и методе производње ТМ Хартнет, РЛ ГентилманU.S. Patent 4.481.300, 1984
- Прозирни алуминијум кисеоник-нитрид и методи производње РЛ Гентилман, ЕА Магуире U.S. Patent 4.520.116, 1985; U.S. Patent 4.720.362, 1988
- Прозирна керамичка на бази алуминијума кисеоник-нитрида ЈП Матхерс U.S. Patent 5.231.062, 1993